# ウツロア
ウツロア（Uturoa）は、フランス領ポリネシアにあるライアテア島の都市。人口3778人（2007年）。リーワード諸島の中心都市であり、リーワード諸島を管轄する官庁や企業、病院が集まっている。ウツロアはライアテア島の北端に位置し、北のタハア島と向かい合う位置にある。ウツロアにはライアテア空港があり、パペーテなど各地を結ぶ便が就航している。またウツロアの中心部にあるウツロア港は、タハア島はじめリーワード諸島やフランス領ポリネシア各地を結ぶ便が発着している。